# Mordfall Martha Moxley
Der Mordfall Martha Moxley betrifft die Tötung der zum Tatzeitpunkt 15-jährigen Schülerin Martha Elizabeth Moxley im Oktober 1975 in Greenwich (Connecticut). Für die Tat wurde ein Neffe des ermordeten Justizministers Robert F. Kennedy 27 Jahre nach der Tat verurteilt, nach 11 Jahren Haft jedoch aufgrund der Aufhebung des Urteils wieder aus dem Gefängnis entlassen.
Wegen seiner Verbindung zur Präsidentenfamilie Kennedy erlangte der Fall in den Medien große Aufmerksamkeit.

## Auffinden der Leiche

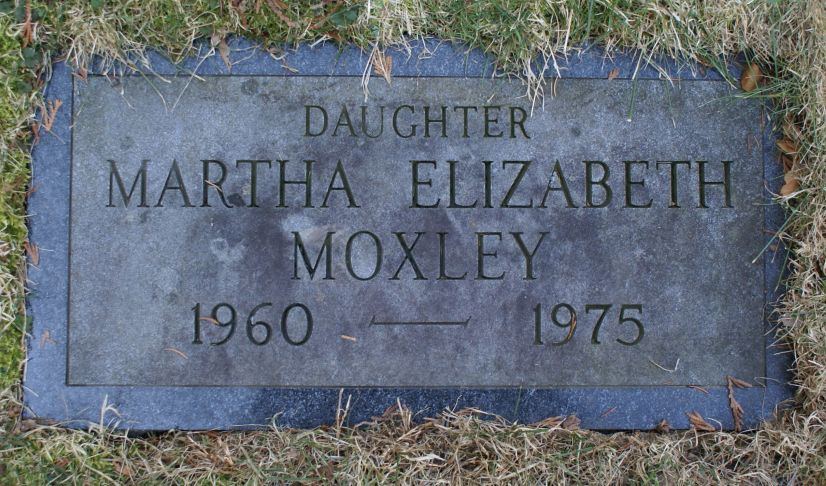
Grabstein von Martha Elizabeth Moxley in Greenwich (Connecticut).

Martha Moxley wurde 16. August 1960 in San Francisco als Tochter von Dorthy und David Moxley geboren und zog 1974 mit ihrer Familie nach Belle Haven, einem wohlhabenden Viertel von Greenwich (Connecticut). Zu ihrem Freundeskreis zählten unter anderem ihre Nachbarn Thomas und Michael Skakel, Neffen von Ethel Kennedy, der Witwe von Robert F. Kennedy.
Am Abend des 30. Oktober 1975 verließ Martha mit Freunden das Haus und besuchte eine Party im benachbarten Skakel-Haus. Laut ihren Freunden flirtete Moxley mit Thomas Skakel und küsste ihn. Martha wurde zuletzt zusammen mit Thomas Skakel in der Nähe des Pools des Skakel-Anwesens gegen 21.30 Uhr gesehen.
Moxleys Leichnam wurde am nächsten Tag unter einem Baum auf dem Anwesen ihrer Familie gefunden. Die Hose und Unterwäsche waren zwar heruntergerissen, Martha jedoch nicht sexuell missbraucht. Teile eines Sechser-Eisen-Golfschlägers aus dem Besitz der Skakels wurden in der Nähe der Leiche gefunden. Die Autopsie ergab, dass sie mit dem Schläger sowohl erschlagen als auch erstochen wurde.

## Ermittlungen
Thomas Skakel war angeblich die letzte Person, die Martha Moxley in der Nacht ihres Todes lebend gesehen hatte und besaß ein schwaches Alibi. Thomas wurde ein Hauptverdächtiger. Kenneth Littleton, welcher nur wenige Stunden vor dem Mord als Hauslehrer für die Skakel-Familie zu arbeiten begonnen hatte, wurde ebenfalls verdächtigt. Es wurde aber keiner der beiden verhaftet, wodurch der Fall über Jahrzehnte bei den Akten lag.
Im Laufe der Jahre änderten sowohl Thomas als auch Michael Skakel ihre Aussagen zur Tatnacht. Michael Skakel behauptete, er habe von 23.30 Uhr bis 0.30 Uhr angetrunken von einem Baum neben dem Moxley Anwesen aus die Fenster beobachtet und masturbiert.
Als ein gewisser William Kennedy Smith im Jahre 1991 wegen versuchter Vergewaltigung angeklagt wurde, tauchte ein Gerücht auf, er habe sich in der Mordnacht 1975 auf dem Skakel-Grundstück befunden und sei an dem Mordfall beteiligt. Obwohl sich dieses Gerücht als unbegründet erwies, führte es zu neuen Ermittlungen.

## Gerichtsverfahren
Im Juni 2000 wurde Michael Skakel des Mordes an Martha Moxley angeklagt. Zwei ehemalige Mitschüler hatten angegeben, Skakel habe ihnen gegenüber zugegeben, Martha Moxley mit einem Golfschläger getötet zu haben. Nach Angabe des Mitschülers Gregory Coleman an der Élan School habe Skakel geprahlt: „Ich werde mit dem Mord durchkommen. Ich bin ein Kennedy.“
Obwohl Michael zur Tatzeit selber erst 15 Jahre alt gewesen war, wurde er nicht nach Jugendstrafrecht behandelt. Am 7. Juni 2002 wurde Skakel für den Mord an Moxley schuldig gesprochen und erhielt statt einer Höchststrafe von 4 Jahren eine Strafe von 10 Jahren bis zu lebenslänglich, „da man einen mittlerweile 41-Jährigen ja schlecht in ein Jugendgefängnis stecken“ könne. Sein Tatmotiv sei Eifersucht gewesen, da Moxley mit Michaels älterem Bruder Thomas geflirtet habe, sein Alibi unglaubwürdig.
Skakel kam im Jahr 2013 auf freien Fuß, nachdem ein Richter entschieden hatte, dass er in seinem Prozess nicht angemessen von seinem Anwalt vertreten worden war.
2016 setzte das Oberste Gericht von Connecticut das Mordurteil wieder in Kraft, im Mai 2018 hob dann dasselbe Gericht das Urteil auf. Diese Entscheidung focht wiederum ein Staatsanwalt von Connecticut vor dem Obersten Gerichtshof der Vereinigten Staaten in Washington an, der am 7. Januar 2019 beschied, den Fall nicht zur Verhandlung anzunehmen. Dies teilte der Supreme Court – wie bei dieser Art von Entscheidungen üblich – ohne Begründung mit. Die Aufhebung des Mordurteils gegen Skakel ist damit rechtskräftig.

## Künstlerische Adaptation
Es wurden mehrere Bücher über das Verbrechen veröffentlicht, unter anderem der Roman A Season in Purgatory von Dominick Dunne, eine fiktive Geschichte über den Fall und Timothy Dumas’ A Wealth of Evil.
Mark Fuhrmans Buch von 1998 Murder in Greenwich nannte Michael Skakel als Mörder und wies darauf hin, dass bei den polizeilichen Ermittlungen zahlreiche Fehler gemacht worden seien. Es wurde 2002 unter dem Titel Mord in Greenwich verfilmt.
Vor Erscheinen der Bücher hatten bereits die beiden Kriminalbeamten Steve Carroll und Frank Garr sowie der Polizeireporter Leonard Levitt spekuliert, Michael Skakel sei der Mörder von Martha Moxley.
Das Buch von Leonard Levitt: Conviction: Solving the Moxley Murder: A Reporter and a Detective’s Twenty-year Search for Justice wurde 2005 mit dem Edgar Allan Poe Award in der Kategorie Bestes Sachbuch ausgezeichnet.
Die Pilotfolge der Serie Cold Case – Kein Opfer ist je vergessen (2003) weist auffällig viele Parallelen zum Fall Moxley auf.